# Calcigorgia spiculifera
Calcigorgia spiculifera is een zachte koraalsoort uit de familie Acanthogorgiidae. De koraalsoort komt uit het geslacht Calcigorgia. Calcigorgia spiculifera werd in 1935 voor het eerst wetenschappelijk beschreven door Broch. 